# Гребля Ваді-Сафад
Гребля Ваді-Сафад – інженерна споруда на північному сході Об’єднаних Арабських Еміратів, у еміраті Фуджейра за п’ять кілометрів від міста Ал-Курайя.
Гребля, яку ввели в дію у 2001 році, виконує функції живлення водоносних горизонтів (затримання на певний час води епізодичних дощів дозволяє забезпечити Її максимальне всотування у алювіальні породи русла) та захисту від повеней. 
Гребля висотою 19 метрів та довжиною 100 метрів виконана як споруда із ущільненого котком бетону, що потребувала 9 тис м3 такого матеріалу (загальний обсяг бетонних робіт 10 тис м3). Центральну частину греблі займає водопереливна ділянка завдовжки біля трьох десятків метрів.
Гребля може утримувати тимчасове водосховище об’ємом 0,26 млн м3 з площею  поверхні 0,07 км2.
У комплексі з основною спорудою, що має позначення Сафад 12А, нижче по течії звели дві допоміжні, які призначені для стабілізації потоку під час повені. Ці міні-греблі Сафад 12В та Сафад 12С мають висоту 3 та 5,5 метра і здатні затримувати 5 тис м3 та 70 тис м3 води відповідно.